# MILF (2010)
MILF is een Amerikaanse film uit 2010 van The Asylum met Jack Cullison.

## Verhaal
Een groepje nerds gaan samen naar dezelfde universiteit. De studie gaat hen prima af, maar met de vrouwen van hun eigen leeftijd krijgen ze maar geen bevredigend contact. Dan ontdekken ze een nieuwe markt om te verkennen: die van de wat oudere sexy vrouwen en knappe moeders. Al snel hebben ze de smaak te pakken.

## Rolverdeling
| Acteur          | Personage      |
| --------------- | -------------- |
| Jack Cullison   | Brandon Murphy |
| Phillip Marlatt | Anthony Reese  |
| Joseph Booton   | Nate           |
| Ramon Camacho   | Ross           |
| Amy Lindsay     | Holly Reese    |